# Comunele Cehiei

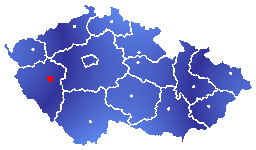

Comuna (obec, plural obce) este cel de-al treilea nivel administrativ din Republica Cehă. În 2011 în țară erau 6.254 de comune.
Întregul teritoriu al Cehiei, insuvi munții, pădurile și parcurile naționale, este împărțit în comune. Comunele din Republica Cehă pot avea statutul de oraș (město), oraș-târg (městys) sau comună (obec). Cele mai mici comune cuprind câte un singur sat mic, iar comunele mai mari pot conține câteva orășele sau un oraș și câteva sate. Fiecare oraș (město) sau orășel/oraș-târg (městys) este o comună (obec) (unele separat, altele împreună cu satele adiacente).
Cele mai mici comune din Cehia după suprafață sunt Závist (0,42 km2) și Karlova Studánka (0,46 km2), iar după numărul populației – Vlkov (16 locuitori, 2007) și Vysoká Lhota (22 de locuitori).
Cele mai mari comune din Cehia sunt Praga (496,09 km2, 1,3 mil. loc.), Brno (230,19 km2, 405 mii loc.), Ostrava (214,22 km2, 313 mii loc.) și Ralsko, a patra după suprafață (170,23 km2, cu doar 2 mii de locuitori).
Statutul de oraș (město) sau oraș-târg/orășel (městys) mai poate fi și un titlu onorific. Unele comune îl poartă din motive istorice, cum ar fi cazul celor mai mici orașe: Přebuz (69 de locuitori) și Loučná pod Klínovcem (87 de locuitori).

## Orașe
Orașele din Republica Cehă sunt acele comune care au primit statut de oraș (město). Statutul de oraș (město) sau oraș-târg/orășel (městys) mai poate fi și un titlu onorific. Unele comune îl poartă din motive istorice, cum ar fi cazul celor mai mici orașe: Přebuz (69 de locuitori) și Loučná pod Klínovcem (87 de locuitori). Conform legii, o localitate care dorește să primească statut de oraș trebuie să aibă o populație de cel puțin 3000 de locuitori. La data de 27 septembrie 2008 în Cehia erau 592 de orașe, toate fiind și capitale de district.
Dintre acestea, capitala Praga constituie o diviziune administrativă de nivel regional (Hlavní město Praha), iar statut de district (Statutární města) au orașele Brno, Ostrava și Plzeň. 

### Orașe după populație
Orașele Cehiei în ordine descendentă după numărul populației, conform datelor din data de 11 februarie 2008:
| Praga            | 1 204 897 |
| Brno             | 368 533   |
| Ostrava          | 317 169   |
| Plzeň            | 187 188   |
| Liberec          | 103 997   |
| Olomouc          | 102 307   |
| Ústí nad Labem   | 98 676    |
| Hradec Králové   | 96 198    |
| České Budějovice | 96 132    |
| Pardubice        | 90 453    |

| Havířov       | 84 230 |
| Zlín          | 79 390 |
| Kladno        | 71 654 |
| Most          | 70 325 |
| Karviná       | 64 251 |
| Frýdek-Místek | 60 482 |
| Opava         | 60 199 |
| Karlovy Vary  | 53 708 |
| Teplice       | 53 610 |
| Děčín         | 53 098 |

| Jihlava            | 51 079 |
| Chomutov           | 50 782 |
| Přerov             | 47 679 |
| Jablonec nad Nisou | 46 287 |
| Prostějov          | 46 278 |
| Mladá Boleslav     | 45 842 |
| Česká Lípa         | 39 216 |
| Třebíč             | 38 717 |
| Třinec             | 38 064 |
| Tábor              | 36 095 |

## Liste

### Liste alfabetice de comune
- Comunele Cehiei (A)
- Comunele Cehiei (B)
- Comunele Cehiei (C)
- Comunele Cehiei (Č)
- Comunele Cehiei (D)
- Comunele Cehiei (E)
- Comunele Cehiei (F)
- Comunele Cehiei (G)
- Comunele Cehiei (H)
- Comunele Cehiei (Ch)
- Comunele Cehiei (I)
- Comunele Cehiei (J)
- Comunele Cehiei (K)
- Comunele Cehiei (L)
- Comunele Cehiei (M)
- Comunele Cehiei (N)
- Comunele Cehiei (O)
- Comunele Cehiei (P)
- Comunele Cehiei (R)
- Comunele Cehiei (Ř)
- Comunele Cehiei (S)
- Comunele Cehiei (Š)
- Comunele Cehiei (T)
- Comunele Cehiei (U)
- Comunele Cehiei (Ú)
- Comunele Cehiei (V)
- Comunele Cehiei (X)
- Comunele Cehiei (Z)
- Comunele Cehiei (Ž)

### Liste de comune după regiune
- Comune din regiunea Boemia Centrală
- Comune din regiunea Boemia de Sud
- Comune din regiunea Moravia de Sud
- Comune din regiunea Karlovy Vary
- Comune din regiunea Hradec Králové
- Comune din regiunea Liberec
- Comune din regiunea Moravia-Slesia
- Comune din regiunea Olomouc
- Comune din regiunea Pardubice
- Comune din regiunea Plzeň
- Comune din regiunea Ústí nad Labem
- Comune din regiunea Vysočina
- Comune din regiunea Zlín